# Krasnogorodsk
Krasnogorodsk (russisch Красногоро́дск) ist eine Siedlung städtischen Typs in der Oblast Pskow in Russland mit 3870 Einwohnern (Stand 14. Oktober 2010). 3521 Einwohnern (2021).

## Geographie
Der Ort liegt etwa 110 km Luftlinie südlich des Oblastverwaltungszentrums Pskow knapp 20 km von der Staatsgrenze zu Lettland entfernt an der Sinjaja (Zilupe).
Krasnogorodsk ist Verwaltungszentrum des Rajons Krasnogorodski sowie Sitz und einzige Ortschaft der Stadtgemeinde (gorodskoje posselenije) Krasnogorodsk.

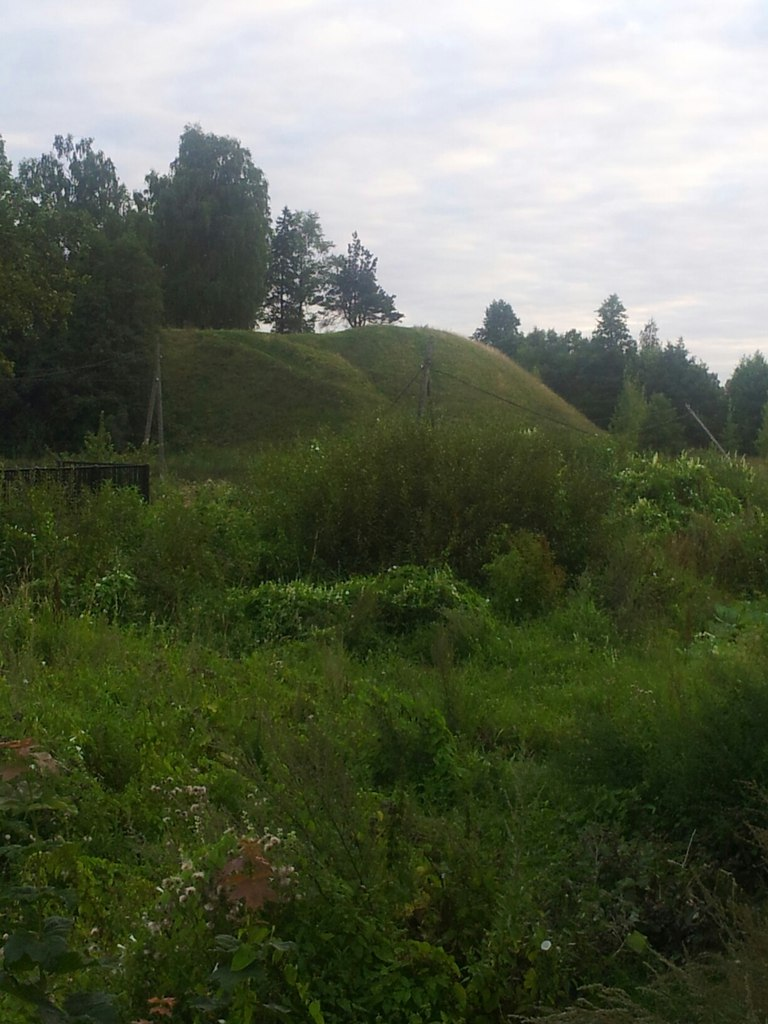
Überreste der alten Festung
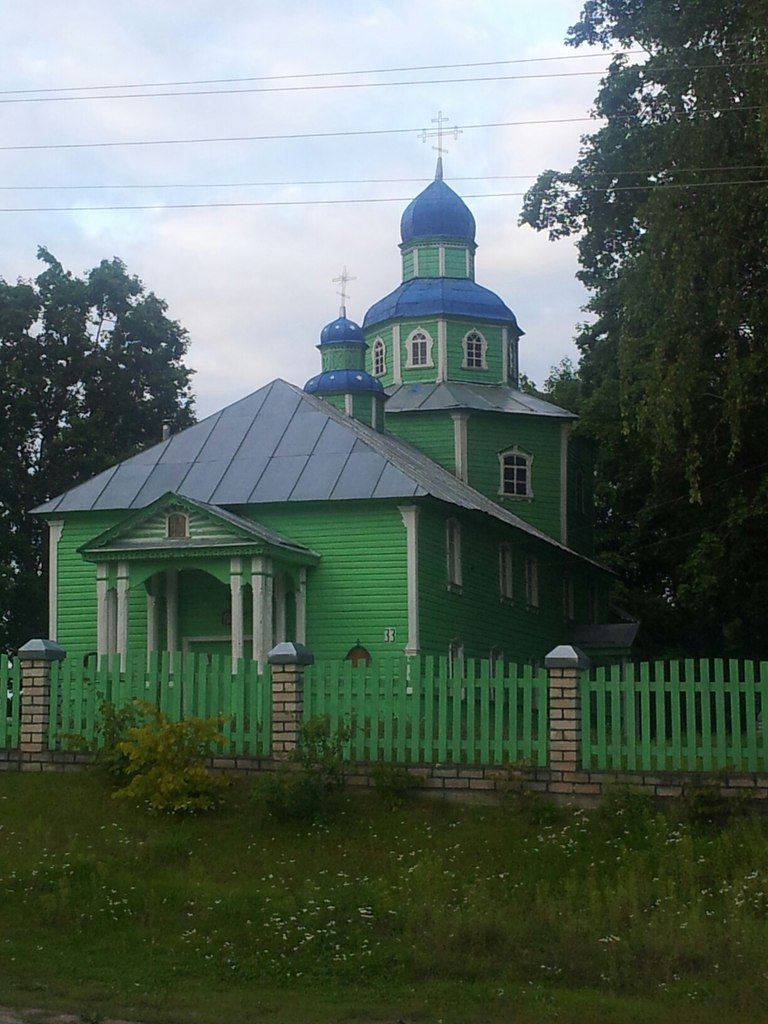
Nikolaikirche (erbaut 1806)
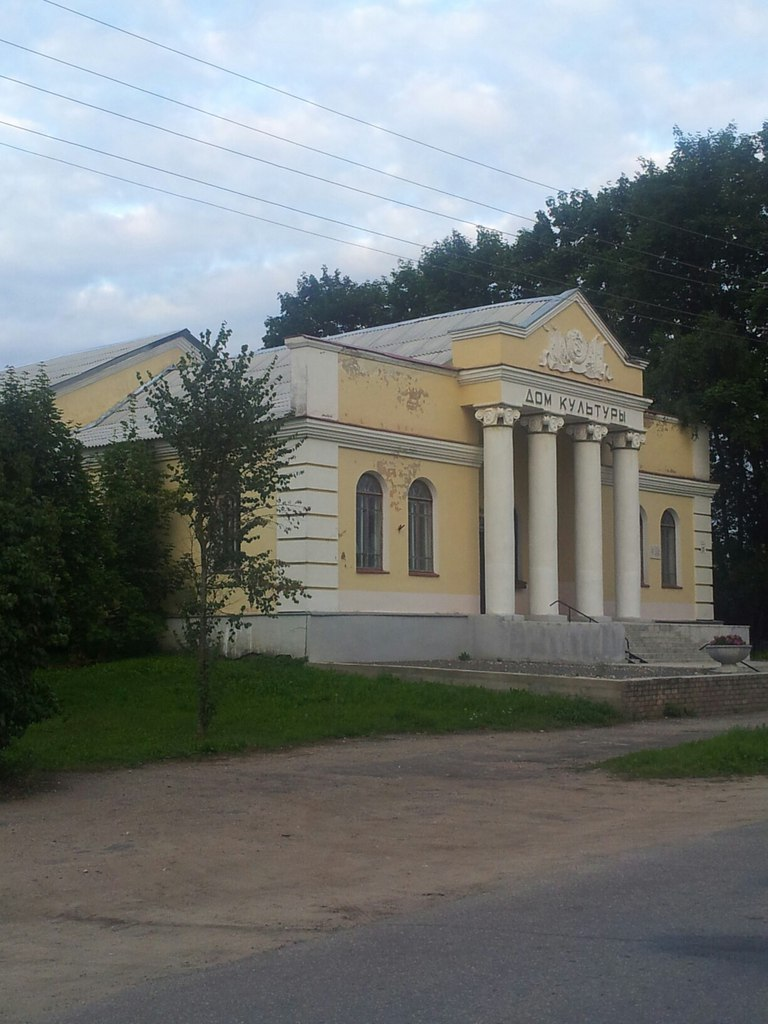
Kulturhaus
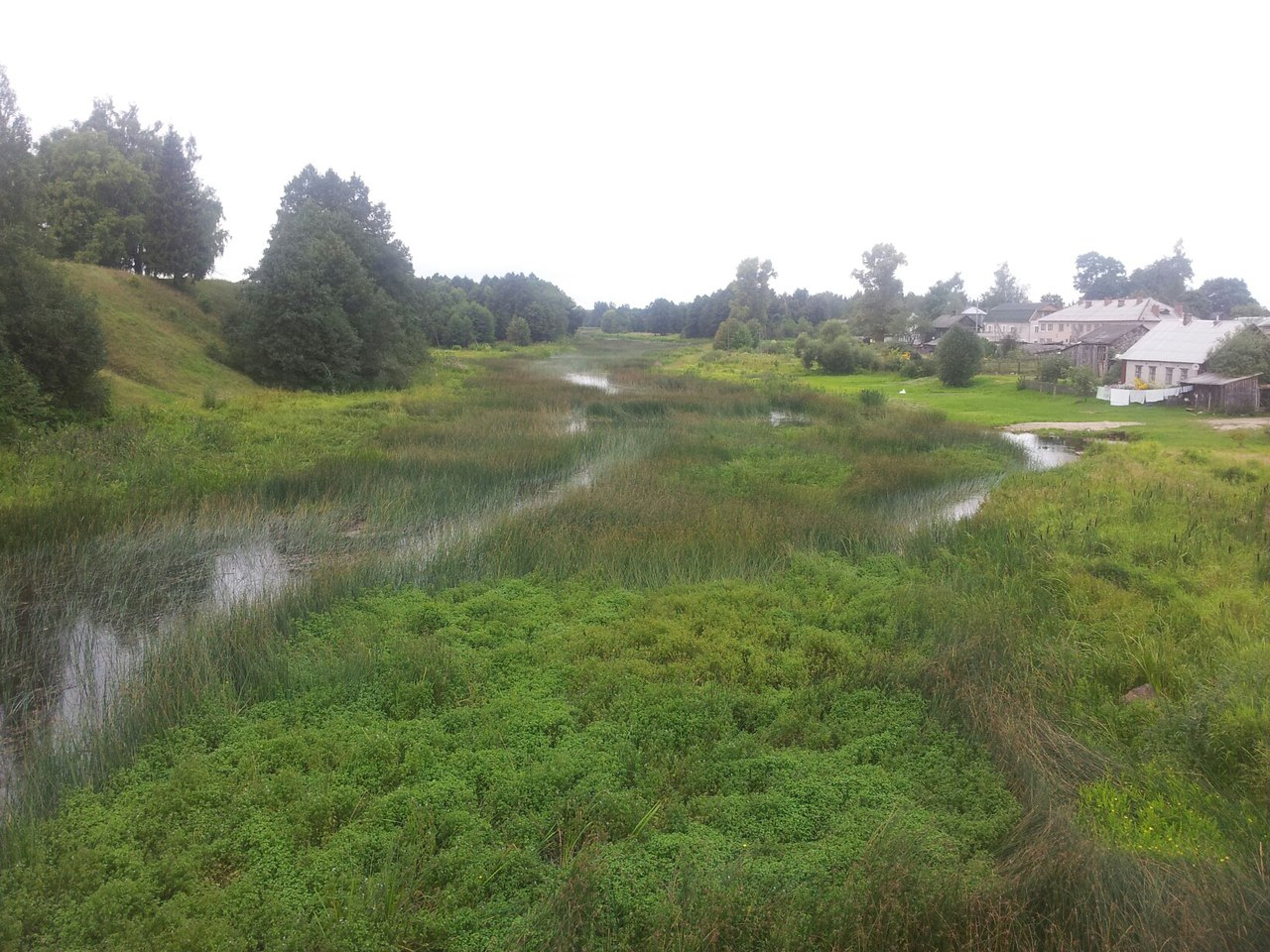
Die Sinjaja in Krasnogorodsk

## Geschichte
Der Ort wurde 1464 als Festung Krasny gorodez im südwestlichen Grenzgebiet der damaligen Republik Pskow gegründet. In der Periode der Russisch-Polnischen Kriege befand sich der Ort von 1634 bis 1667 unter der Herrschaft Polen-Litauens. Die Festung verlor in Folge ihre militärische Bedeutung, und der Ort gehörte nach verschiedenen administrativen Umgestaltungen ab Ende des 18. Jahrhunderts als Krasny zum Ujesd Opotschka des Gouvernements Pskow.
1927 wurde Krasnogorodsk Verwaltungssitz eines neu geschaffenen, nach ihm benannten Rajons. Im Zweiten Weltkrieg war Krasnogorodsk von Anfang Juli 1941 bis 18. Juli 1944 von der deutschen Wehrmacht besetzt.
1967 erhielt der Ort den Status einer Siedlung städtischen Typs. Bis 1995 lautete die offizielle Namensform Krasnogorodskoje.

### Bevölkerungsentwicklung
| Jahr | Einwohner |
| ---- | --------- |
| 1897 | 855       |
| 1939 | 1687      |
| 1959 | 2878      |
| 1970 | 4514      |
| 1979 | 5084      |
| 1989 | 5295      |
| 2002 | 4694      |
| 2010 | 3870      |

Anmerkung: Volkszählungsdaten

## Verkehr
Nach Krasnogorodsk führt die Regionalstraße 58K-150, die im 25 km südöstlich gelegenen benachbarten Rajonzentrum Opotschka von der föderalen Fernstraße R23 Sankt Petersburg – Pskow – belarussische Grenze (Richtung Wizebsk) abzweigt. Nach Nordwesten verläuft die 58K-138 zur 58K-306 Pskow – lettische Grenze südlich von Pytalowo.
In Pytalowo, knapp 40 km nordwestlich, befindet sich an der Strecke Sankt Petersburg – Pskow – Daugavpils (Lettland), Teil der früheren Petersburg–Warschauer Eisenbahn, die nächstgelegene Bahnstation.